# DQ (DM Command)
DQ (DEBUG_QUIT)とは、アポロコンピュータ社のコンピュータに搭載されていたウィンドウシステム（ディスプレイマネージャ）で利用できた、制御コマンド『DMコマンド』の一つ。

## 概要
DQ コマンドは、プロセス内にクイット・フォールトを生成する。

## 書式
DQ　パス名［オプション］

## 利用法
DQ コマンドは、現在のプログラムの実行を中断し、コントロールを呼び出したプログラム（通常はシェル）に返すクイット・フォールトを生成する。
このコマンドは現在カーソルが存在しているウインドウに関連付けられたプロセスに対して働く。
デフォルトでは CTRL/Q で、現在走っているプログラムに対し、通常のクイット・フォールトを生成するオプションなしの DQ を呼び出すことができる。
オプション：
オプションが指定されない場合は DQ は通常のクイット・フォールトを生成し。
現在走っているプログラムがなんであってもそれを一旦停止する。
-C nn
指定の16進のステータス（nn）を有する，任意の非同期的フォールトを生成する．
-S
プロセス全体を可能なかぎり制御された方法で停止する．オープンされているストリーム，ファイル，パッド等をクローズする。
シェルの親プロセスも停止されクローズされる．
-B
プロセスを放棄する；ユーザー・モードでの指令をこれ以上実行しない．